# 김종구 (연극인)
김종구는 마리오네트 연출가 겸 목각인형 제작자이다. 2000년 러시아 상트페테르부르크 국립연극대학으로 유학, 2년간 인형극을 공부했다. 귀국후 2004년 춘천국제인형극제에서 첫 작품을 선보였다. 2006년 북촌창우극장 재개관 기념공연작으로 <목각인형이야기>를 무대에 올렸다.2008년부터 계원조형예술대학 겸임교수로 있다.